# 범서중학교
범서중학교(凡西中學校)는 대한민국 울산광역시 울주군 범서읍 구영리에 있는 공립 중학교이다.

## 학교 연혁
- 1970년 12월 31일 : 범서중학교 설립 인가
- 1971년 3월 10일 : 6학급 개교
- 2022년 9월 1일 : 제26대 김성철 교장 취임
- 2023년 1월 4일 : 제50회 졸업식 졸업생 249명(총 8,489명)
- 2023년 3월 2일 : 제53회 입학식 신입생 245명

## 참고 자료
- 범서중학교 - 한국교육학술정보원 학교알리미